# لوئیس رودا
لوئیس رودا (انگلیسی: Luis Rueda؛ زادهٔ ۱۱ ژانویهٔ ۱۹۷۲) بازیکن فوتبال اهل آرژانتین است.
از باشگاه‌هایی که در آن بازی کرده‌است می‌توان به باشگاه فوتبال جیمناسیا لاپلاتا، باشگاه فوتبال راسینگ کلوب آویاندا، و باشگاه فوتبال اونیورسیداد شیلی اشاره کرد.